# Christenfundamentalisme
Het christenfundamentalisme is een stroming binnen het christendom die de Bijbel beschouwt als foutloos. Zij geloven dat wat er in de Bijbel staat echt gebeurd is en feitelijk juist is. Om die reden beslist voor hen de Bijbel alle kwesties op het gebied van leerstellingen en wat goed en fout is.
Het woord fundamentalisme wordt vaak als negatief ervaren, dus niet veel christenen zullen zich zo noemen. Toch noemden in het begin van de 20e eeuw sommige christenen zichzelf graag fundamentalisten, "trots als ze waren omdat ze terug gingen naar de fundamenten van het geloof".

## Gebruik van de term
De fundamentalistische stroming heeft aanhangers binnen diverse christelijke kerkgenootschappen. Naarmate de stroming zich ontwikkelde, is ook de aanduiding mee ontwikkeld. Hoewel de moderne fundamentalistische beweging binnen de gevestigde denominaties is ontstaan, heeft de fundamentalistische neiging tot afscheiding een steeds grotere groep van rand-denominaties doen ontstaan, waarbij de keuze voor een onafhankelijke weg steeds meer de "betere" geloofskeuze is gaan worden. Daarom wordt fundamentalisme geassocieerd met verdeeldheidsgezindheid en separatisme. Het populaire beeld van fundamentalisme wordt vaak van toepassing verklaard op conservatieve groeperingen, zoals de mormonen, Jehova's getuigen en andere niet-protestante of niet-trinitarische groepen.
Karen Armstrong stelt: "Fundamentalisme is een antwoord op de westerse ethiek van de moderniteit. Naarmate onze westerse moderniteit zich verspreidt, groeit het fundamentalisme mee, als een religieuze reactie erop en een verwerping ervan. ... Amerikanen gingen zich fundamentalisten noemen, trots als ze waren omdat ze terug gingen naar de fundamenten van het geloof. Fundamentalisme is een reactie op het feit dat in een seculiere maatschappij religie facultatief wordt en terzijde wordt geduwd. Voor sommige mensen is dat onmogelijk. Voor hen heeft het geloof een totale autoriteit."
Christenfundamentalisme gaat ook over het volgen van een striktere morele code dan die van het gemiddelde protestantisme, waarbij de fundamentalistische gelovige zichzelf probeert te onderscheiden van de wereld en zich wil identificeren met de gemeenschap van ware gelovigen. Daarom wordt de aanduiding ook geassocieerd met puritanisme en intolerantie.
Behalve de zelfbenoemde fundamentalisten, houden ook evangelisch christenen, leden van de pinksterbeweging, mennonieten en de belijdende beweging binnen de grotere denominaties zich aan de "vijf fundamenten" (zie verderop). Toch blijkt hoe buigbaar deze aanduiding is als een van deze groepen een andere groep voor fundamentalistisch uit gaat maken.

## Fundamentalistische opvattingen

### De Bijbel
Christelijke fundamentalisten bepleiten dat de Bijbel gezien moet worden als geïnspireerd door God en niet alleen als waar in haar religieuze en morele leringen, maar ook in haar wetenschappelijke en historische claims. De Bijbel moet volgens hen het liefst gelezen worden met de eenvoudigste interpretatie (waar mogelijk letterlijk). Zo schiep God de aarde letterlijk in zes dagen en schiep God Eva uit een rib van Adam. Het paradijs heeft echt bestaan zoals het beschreven staat en Noach heeft echt bestaan, bouwde zijn ark en overleefde de zondvloed, enzovoort. Andere fundamentalisten houden weer vol dat de benadering "letterlijk waar bedoeld" de betere is. De Bijbel moet dan geïnterpreteerd worden zoals de oorspronkelijke lezers haar geïnterpreteerd zouden hebben, dat wil zeggen letterlijk waar de context dat aangeeft en in de verhalen van het evangelie en andere geschriften, maar figuurlijk waar de context volgens hen laat zien dat het figuurlijk bedoeld zou moeten zijn.
Zij staan over het algemeen vijandig tegenover de historisch-kritische exegese van de Bijbel, de wetenschappelijke methode om primaire of oorspronkelijke betekenis van de tekst in zijn oorspronkelijke historische context en zijn letterlijke betekenis (sensus literalis historicus) te ontdekken en "de wereld achter de tekst" te begrijpen.
Evangelischen en christenfundamentalisten hebben een identieke visie op de autoriteit van de Bijbel. Zij hechten zeer aan de waarde van het individu en hebben meestal een radicaal individualistisch begrip van "sola fide" en "sola scriptura". Daarom wordt het fundamentalisme soms negatief geassocieerd met een achtergebleven kijk op de moderniteit, een negatieve kijk op de christelijke Kerk of een minimalistische, te beperkte kijk op het christelijke geloof. Omgekeerd beschouwen fundamentalistische christenen liberale christenen als modernisten.

#### Auteurschap
Fundamentalisten zullen niet gauw de conclusies van moderne onderzoekers accepteren, wanneer die de gevestigde ideeën over de Bijbel in twijfel trekken. Zo aanvaarden zij nog steeds de traditionele manier waarop Bijbelboeken aan Bijbelse auteurs worden toegeschreven, waarbij men ervan uitgaat dat elk Bijbelboek door een specifieke auteur is geschreven (tenzij meerdere auteurs staan aangegeven, zoals bij de Psalmen).
De suggestie dat Bijbelboeken het resultaat zouden zijn van een serie van redacties (zoals de documentaire hypothese), zien zij meestal als een hypothese die in strijd is met het geloof in de door de heilige Geest geïnspireerde en onfeilbare Bijbel. Sommige fundamentalisten daarentegen zijn bereid een alternatief auteurschap te overwegen op plaatsen waar de Bijbelse tekst zelf geen auteur noemt, maar geloven dat waar wel een auteur wordt genoemd, die tekst ook door die genoemde auteur geschreven moet zijn.

### Evolutie
Vrijwel alle fundamentalisten verwerpen de evolutietheorie omdat die in tegenspraak is met een letterlijke interpretatie van de Bijbel. Zo werd bijvoorbeeld William Jennings Bryan een held van het fundamentalisme vanwege zijn rol in de rechtszaak tegen een onderwijzer die les gaf over evolutie (de Scopes Monkey rechtszaak van 1925). Bryan vertegenwoordigde een nieuwe opkomst van het evangelicale politieke en onderwijskundige activisme. De rechtszaak liet op dramatische wijze zien dat de status van het evangelicalisme gedaald was van het establishment naar de kelder van de Amerikaanse politiek en wetenschap.
Het geloof in jonge-aardecreationisme en catastrofisme verving de vroegere evangelische vrijheid van denken over deze onderwerpen en werd als nooit tevoren de lakmoesproef voor wie zich orthodox zou mogen noemen in de fundamentalistische beweging. Bij andere conservatieve evangelicalen is dit ook nog altijd zo, maar nooit zo dwingend als bij de groep die zichzelf als fundamentalistisch benoemt.

### Kijk op de wereld
Het tegenwoordige fundamentalisme is doorgaans pessimistisch over de toekomst van de wereld en legt zich toe op het afstand nemen van wat zijzelf ziet als theologische, wetenschappelijke en morele dwalingen. Fundamentalisten zien het secularisme en humanisme dikwijls als een dodelijke vijand en als het werk van Satan, die de samenleving probeert weg te leiden van de ware weg.

## Korte geschiedenis van het christenfundamentalisme
In de Verenigde Staten was het fundamentalisme aanvankelijk een beweging van de evangelische conservatieven aan het einde van de negentiende eeuw, die als reactie tegen het moderne christendom handhaving van een aantal vaste geloofspunten eisten. Ze zijn dus als het ware voortgekomen uit de kritiek op de meer liberale bewegingen in het christendom. De oorspronkelijke formulering van het geloof van de Amerikaanse fundamentalisten vond plaats op de Niagara Bijbelconferentie in 1878. In 1910 vatte de Algemene Vergadering van de Presbyteriaanse kerk deze als volgt samen:
- Onfeilbaarheid van de Bijbel
- De maagdelijke geboorte (of goddelijkheid) van Jezus
- De leer van de verzoening door het plaatsvervangend lijden van Jezus dankzij de genade van God en menselijk geloof
- De lichamelijke opstanding van Jezus
- De echtheid van wonderen alsook de wederkomst van Jezus Christus

De term fundamentalist is waarschijnlijk afkomstig van twaalf anti-modernistische boekjes getiteld The Fundamentals, geschreven door conservatieve theologen tussen 1910 en 1913. Dankzij een gift van $250,000 door Lymann Stewart, het hoofd van de Union Oil Company of California, konden in de Verenigde Staten drie miljoen exemplaren van deze boekjes aan dominees worden uitgedeeld. Naarmate de beweging zich verder ontwikkelde, werd ze steeds pessimistischer vanwege haar afnemende sociale invloed. Separatisme en het onafhankelijk optreden van steeds meer van haar belangrijke leiders begonnen de beweging te karakteriseren en bepalen ook nu nog het beeld van de beweging.

## Varianten binnen het christenfundamentalisme
Waar het fundamentalisme vooral voorkomt onder protestanten, zijn er ook binnen het katholicisme groepen die als fundamentalistisch omschreven zouden kunnen worden. Ze worden echter meestal traditionalisten genoemd. Deze groep verwerpt sommige teksten van het Tweede Vaticaans Concilie en vele aspecten van de hierop volgende veranderingsgolf. Een belangrijk verschil met de protestantse fundamentalisten is dat hun opvattingen minder betrekking hebben op de onfeilbaarheid van de Schrift (hoewel ze deze wel erkennen), maar meer gericht zijn op de 'onfeilbaarheid' van het leergezag en de overlevering. Veel van die groepen verkeren echter aan de marges of soms zelfs buiten de kerk.

### Verenigde Staten
In de Verenigde Staten bekritiseren fundamentalisten de evangelischen omdat ze zich onvoldoende zouden bekommeren om de doctrinaire zuiverheid, zouden samenwerken met andere christenen en vrouwen zouden toelaten in het ambt van prediker. Billy Graham kwam uit een fundamentalistisch gezin, maar veel fundamentalisten moeten niets meer van Graham hebben omdat hij er reeds vroeg voor koos met andere christenen samen te werken. Graham vertegenwoordigt een beweging die voortkwam uit het fundamentalisme, maar er steeds meer van is gaan verschillen, wat fundamentalisten denigrerend aanduiden met "neo-evangelisch". In andere landen zoals Nieuw-Zeeland wordt dit onderscheid echter niet gemaakt en noemen alle groepen die zich willen houden aan een onfeilbare Bijbel zich fundamentalist.
Het zelfetiket van de fundamentalistische christen verschilt van het algemene beeld. Terwijl men bij fundamentalisme doorgaans denkt aan politiek activisme, is de zelfbenoemde fundamentalist zelden betrokken bij de politiek. Mensen als Pat Robertson, Jerry Falwell en Tim LaHaye, alle drie politiek actief, worden juist niet geaccepteerd door de meeste fundamentalisten en worden gezien als deel van de neo-evangelische gemeenschap. De ware fundamentalist houdt vast aan het traditionele concept van "moraliteit en zonde" en gelooft dat de autoriteit van de Bijbel volkomen genoeg is als gids voor het leven. Zij zien uit naar de wederkomst van Christus en niet naar de hervorming van de wereld.

#### Effect op openbare scholen
In sommige schooldistricten in Amerika bestaat nog altijd een controverse of er op openbare scholen onderwijs gegeven moet worden in evolutie, creationisme of een combinatie van beide. Van eind 2004 tot begin 2005 hadden biologieboeken op scholen in Georgia een sticker op de kaft met de volgende tekst: "Dit boek bevat materiaal over de evolutie, een wetenschappelijke theorie of verklaring voor de aard en verscheidenheid van levende wezens. Evolutie wordt aanvaard door de meerderheid van de wetenschappers, maar betwijfeld door sommige van hen. Alle wetenschappelijke theorieën moeten met een open geest benaderd worden, zorgvuldig bestudeerd en kritisch overwogen worden."
Veel fundamentalisten geloven dat de openbare scholen hopeloos gecorrumpeerd zijn en in plaats van te proberen het lesprogramma te wijzigen hebben ze het openbare schoolsysteem de rug toegekeerd. Daarom zijn fundamentalisten vaak erg actief in de beweging voor het thuisonderwijs ("homeschooling") en in het ijveren voor privéscholen.

#### Effect op de politiek
Een belangrijk onderdeel van de politieke discussie in de Verenigde Staten is de notie dat de politieke activiteiten van de fundamentalisten in bepaalde gevallen in strijd zijn met de scheiding van kerk en staat. De "Freedom From Religion Foundation" en vele andere groepen, geloven dat religieus rechts is gefundeerd op christelijk reconstructionisme, een filosofie die dicteert dat de regering een tak van de Kerk zou moeten zijn en 'Gods wil' zou moeten uitvoeren. De meeste fundamentalisten nemen echter een minimalistisch standpunt in ten aanzien van de regering en geloven dat de regering niet verbonden moet zijn met de kerken, maar ze ook niet onvriendelijk moet bejegenen.
De fundamentalisten waar het hier over gaat zijn niet die van de apolitieke soort, maar een relatief nieuwe stroming, die in de Amerikaanse politiek opkwam tijdens de presidentiële "born again" campagne van Jimmy Carter, maar volwassen werd met het opkomen van de Moral Majority onder het leiderschap van de toenmalige fundamentalistische televisiedominee en advocaat Jerry Falwell. De Moral Majority werd een van de leidende groepen, die hun inspanningen bundelden met een breed spectrum van conservatieve leden uit de grotere kerken, zoals katholieken, joden, moslims, mormonen en anderen. Samen vormt deze zeer diverse groep wat tegenwoordig religieus rechts of christelijk rechts is gaan heten. Het benoemen van religieus rechts als een fundamentalistische beweging moet daarom als misbruik van de term fundamentalistisch beschouwd worden.
Carl F.H. Henry, een evangelische onderzoeker, bekritiseerde in 1947 de fundamentalisten vanwege hun neiging zich terug te trekken uit de samenleving. Het boek Uneasy Conscience of Modern Fundamentalism, dat door hen beschimpt werd, heeft het fundamentalisme niet weten te veranderen. Veel jonge fundamentalisten zijn hun eigen huiskerken begonnen, soms met strak geregisseerde rollen voor mannen en vrouwen, thuisonderwijs, een eenvoudige levensstijl of andere kenmerken waarmee ze zich willen onderscheiden van de bredere maatschappij.
Incidenteel gaat het christelijk fundamentalisme in de VS gepaard met geweld. Zo vinden onder andere aanslagen op abortusklinieken plaats. Een van de organisaties die dit doet, is de Army of God. Andere christelijke fundamentalisten verwerpen dit geweld.